# Orel (Sveti Nikolé)
Pour les articles homonymes, voir Orel (homonymie).
Orel (en macédonien Орел) est un village du centre de la Macédoine du Nord, situé dans la municipalité de Sveti Nikolé. Le village comptait 45 habitants en 2002.

## Démographie
Lors du recensement de 2002, le village comptait :
- Macédoniens : 45